# کورنبرگ تروتمن
کورنبرگ تروتمن (انگلیسی: Roger Troutman؛ ۲۹ نوامبر ۱۹۵۱ – ۲۵ آوریل ۱۹۹۹) یک موسیقی‌دان اهل ایالات متحده آمریکا بود.